# Cristóbal Pera Jiménez
Cristóbal Pera Jiménez (Sevilla, 23 de diciembre de 1897 - 8 de noviembre de 1980) fue un  médico sevillano, presidente de la Real Academia de Medicina de Sevilla.

## Biografía
Nació en Sevilla en 1897, aunque pronto se trasladó a Cádiz donde se desarrolló su infancia y su juventud. Realizó sus estudios de manera brillante, siendo premio extraordinario de bachillerato. Cursó los estudios de medicina en Cádiz, licenciándose en 1920 con la calificación de premio extraordinario. Por su expediente académico se le concedió la Cruz de Alfonso XII.
Desde 1926 fue el primer jefe del Equipo Quirúrgico Municipal de Sevilla. Ingresó como profesor de la Facultad de Medicina de Sevilla en 1924. Obtuvo el título de Doctor en 1927 por la tesis: "Estudio sobre anatomía patológica y mecanismo de producción de la fractura de la extremidad inferior del radio".
Se le admitió como miembro de la Real Academia de Medicina de Sevilla el 26 de noviembre de 1934, de la que sería su presidente de 1951 a 1955.
Se perfiló como especialista médico quirúrgico en gastroenterología donde desarrolló un amplio trabajo profesional, investigador y divulgador. Su labor permitió la introducción en España de la colangiografía y de la manometría intraoperatoria.
Participó en numerosos congresos internacionales y conferencias, especialmente en Europa, Estados Unidos y Sudamérica. Su trabajo le mereció la medalla de Oro de la Sociedad Española de Patología Digestiva.
Fue miembro de la Academia Nacional de Medicina de Buenos Aires y miembro honorario de la Academia Peruana de Medicina.
Fue socio de la Clínica Nuestra Señora de los Reyes y construyó al fondo del jardín unas instalaciones y un animalario para realizar la labor experimental para su notable trabajo: Fisiopatología del Gastrectomizado, uno de los estudios clásicos de cirugía gástrica que presentó en el Congreso Internacional de Brasil.
Destaca su labor como escritor, ingresando en 1977 en la Sociedad Española de Médicos Escritores. En ella destaca Reflexiones de un Cirujano (1976), donde recogió sus recuerdos y pensamientos. Dejó póstuma su obra: Historia de la gastroenterología española, que acabó publicando la Sociedad Andaluza de Patología Digestiva con el título de Apuntes para la Historia.

## Reconocimientos[1][2]
- Premio Extraordinario de la sección de ciencias de bachillerato (1913)
- Premio Extraordinario de Medicina (1920)
- Cruz de Alfonso XII (1920)
- Medalla de Oro de la Sociedad Española de Patología Digestiva (1970)
- Gran Cruz de la Orden Civil de Sanidad (1964)
- Rey Baltasar en la Cabalgata de Reyes Magos de Sevilla
- Medalla de Plata de la Ciudad de Sevilla (1964)
- Medalla de Oro de la Cruz Roja
- Medalla de Oro del Ateneo de Sevilla
- Premio Virgili